# Élysée Montmartre

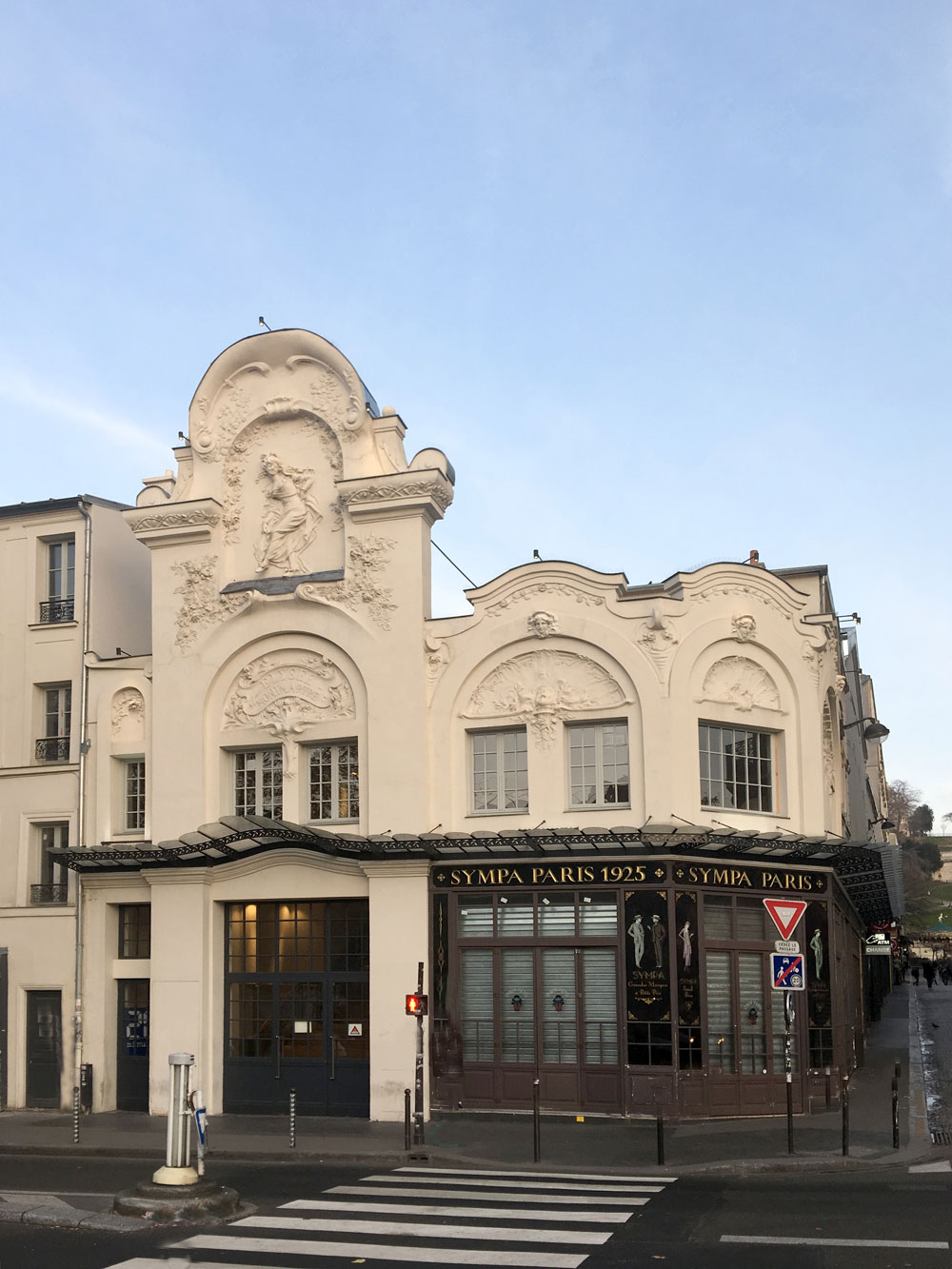
Élysée Montmartre

Élysée Montmartre ist ein Konzertsaal im Viertel Pigalle im 18. Arrondissement in Paris. Der Saal bietet Platz für 1380 Zuschauer.

## Geschichte
Am Standort 72, Boulevard de Rochechouart, wurde der Saal 1807 eröffnet. Er etablierte sich für Ball- und Tanzveranstaltungen. 1895 wurde der große Garten abgetrennt und das Theater Le Trianon darauf errichtet. 1900 vernichtete ein Feuer das gesamte Innengebäude, wurde aber schnell wiedereröffnet. Nach dem Zweiten Weltkrieg fanden Sportveranstaltungen wie Boxen und Ringen statt, ebenso erste Rockkonzerte.
Seit Mitte der 1970er Jahre finden regelmäßig Konzerte statt. 1988 wurde das Gebäude zu einem Monument historique erklärt. 2011 ging das Gebäude erneut in Flammen auf, 2016 wurde das Objekt nach einer Renovierung im Wert von 8 Millionen Euro wiedereröffnet.